# Hans Sloane
Sir Hans Sloane, 1st Baronet, ulstersko-škotski zdravnik in zbiratelj, * 16. april 1660, Killyleagh, County Down, Irska † 11. januar 1753, Chelsea, London, Anglija.
Najbolje je poznan po tem, da je zapustil svojo zbirko britanskemu narodu, kar je predstavljalo osnovo za Britanski muzej. 
Izumil je tudi pitno čokolado. Kot prvi zdravnik je leta 1716 prejel dedni plemiški naziv. Bil je tudi predsednik Kraljevega kolidža zdravnikov (1719-1735) in predsednik Kraljeve družbe (1727-1741).